# Aricia cramera
Aricia cramera é uma espécie de insetos lepidópteros, mais especificamente de borboletas pertencente à família Lycaenidae.
A autoridade científica da espécie é Eschscholtz, tendo sido descrita no ano de 1821.
Trata-se de uma espécie presente no território português.